# Леонардова цеваста змија
Леонардова цеваста змија (лат. Anomochilus leonardi) је гмизавац из реда Squamata. 

## Угроженост
Подаци о распрострањености ове врсте су недовољни.

## Распрострањење
Ареал врсте је ограничен на једну државу. 
Малезија је једино познато природно станиште врсте.